# Barranc de Solà
El Barranc de Solà, és un barranc del territori de Tercui, dins de l'antic terme de Sapeira, actualment inclòs en el terme municipal de Tremp, al Pallars Jussà.
Es forma per la unió del barranc de Graera amb altres barrancs de la zona, a ponent de la Carbonera de Molina, al sud-oest de la Casa del Soldat. Des d'aquell lloc davalla cap al sud-oest, passant pel sud del poble de Tercui, per anar-se a ajuntar amb el barranc dels Horts i, junts, formar el barranc de Tercui.